# Antônio Francisco (cordelista)
Antônio Francisco Teixeira de Melo (Mossoró, 21 de outubro de 1949) é um cordelista, xilógrafo e compositor potiguar.

## Biografia
É filho de Francisco Petronilo de Melo e Pêdra Teixeira de Melo.
Graduado em História pela Universidade do Estado do Rio Grande do Norte (UERN).
É membro da Academia Brasileira de Literatura de Cordel, na cadeira de número 15, cujo patrono é o poeta cearense Patativa do Assaré.
Em dezembro de 2018 recebeu a Comenda de Incentivo à Cultura Luís da Câmara Cascudo reconhecimento do Senado Federal a personalidades e instituições que tenham uma contribuição relevante ao registro da cultura e do folclore no Brasil.

## Obra
“
Quem deu força à correnteza,
 Botou o verde na mata,
 Dê força à minha garganta
 Como deu voz à cascata
 Pra eu contar a história
 Do guarda-chuva de prata.(…)”

— O Guarda- Chuva de Prata
Poemas de sua autoria, editados em forma de folhetos de cordel ou reunidos em livros.
- Reunidos recentemente no livro Dez Cordéis num Cordel Só (2001)[5][4]:
  - Meu Sonho
  - Aquela dose de amor[6]
  - O Guarda- Chuva de Prata
  - As seis moedas de ouro
  - Do outro lado do véu
  - A oitava maravilha ou A lenda de Cafuné
  - Os sete constituintes ou Os animais têm razão[5]
  - O feiticeiro do sal
  - A cidade dos cegos ou História de pescador
  - A Arca de Noé
- Confusão no cemitério
- O ataque de Mossoró ao bando de Lampião
- A lenda da Ilha Amarela
- Um conto bem contado
- A casa que a fome mora[5]
- Um bairro chamado Lagoa do Mato
- O duelo de bengala
- Uma carrada de gente
- No topo da vaidade
- Uma carta para a alma de Pero Vaz de Caminha
- Uma esmola de sombra
- O rio de Mossoró e as lágrimas que derramei
- O lado bom da preguiça
- A resposta
- De calça curta e chinela
- Por motivos de Versos (2005) [5]